# Eremobates sulfureus
Eremobates sulfureus är en spindeldjursart som först beskrevs av Simon 1879.  Eremobates sulfureus ingår i släktet Eremobates och familjen Eremobatidae. Inga underarter finns listade i Catalogue of Life.